# Land van Oz

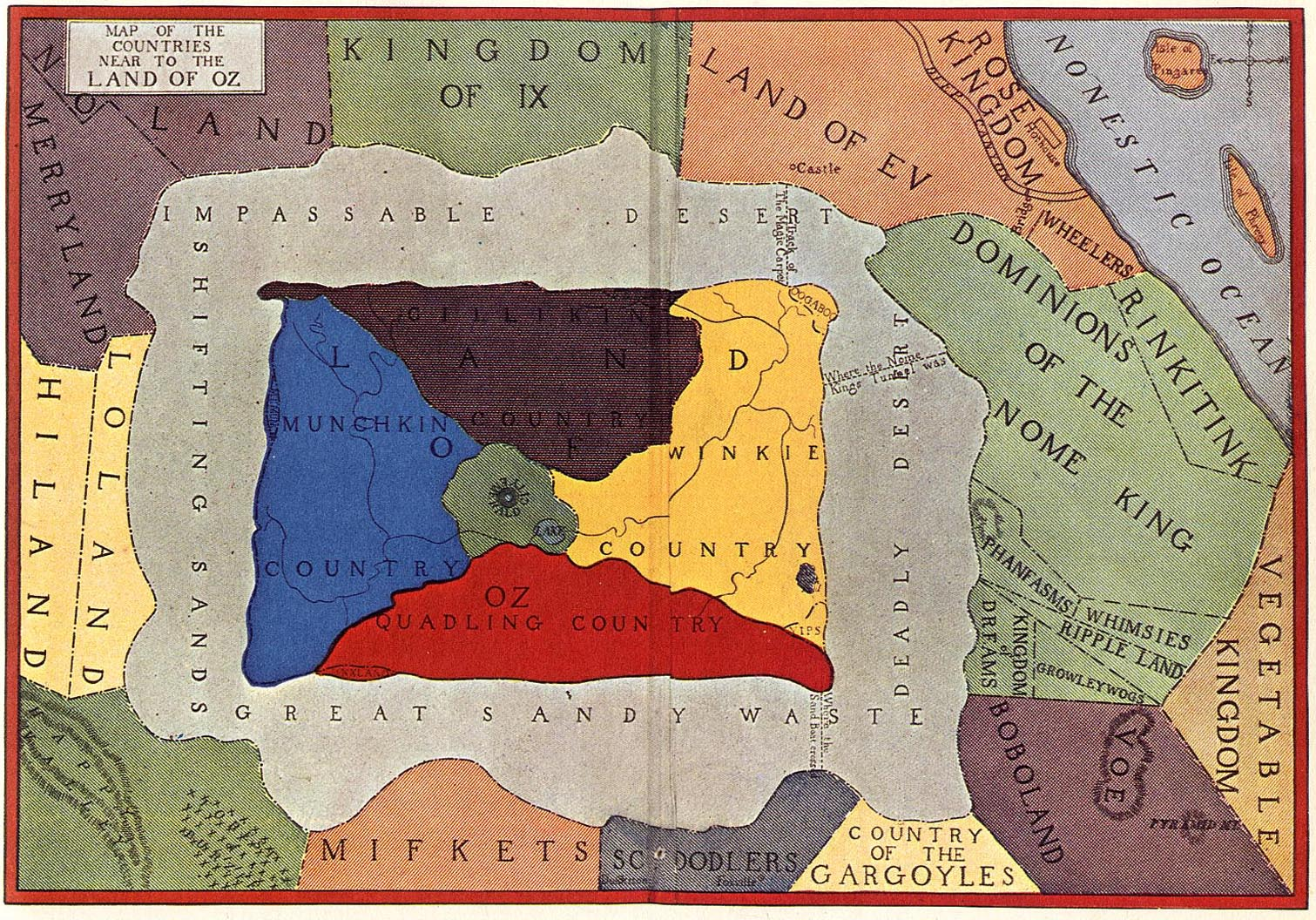
De officiële kaart van Oz en de aangrenzende koninkrijken. De regio's grenzend aan de omliggende woestijnen van Oz werden geïntroduceerd na het eerste Oz-boek.

Het Land van Oz is het land waar Doortje in De tovenaar van Oz naar toe reist. Het land is bedacht door de Amerikaanse schrijver L. Frank Baum.
Het land bestaat uit vier 'kwadranten': een Land van het Noorden, Land van het Zuiden, Land van het Westen en Land van het Oosten. In het midden, waar alle landen in een punt samenkomen, ligt de Smaragden Stad, de hoofdstad van het Land van Oz. Elk van de delen is herkenbaar aan een lievelingskleur: paars voor het noorden, geel voor het westen, blauw voor het oosten en rood voor het zuiden. Groen is de favoriete kleur van de Smaragd Stad.
Het Land van Oz werd achtereenvolgens geregeerd door koning Pastoria, de Tovenaar van Oz, de Vogelverschrikker, Generaal Djindjur, en prinses Ozma van Oz.
Elk van de vier afzonderlijke kwadranten werd (vóór Doortje naar Oz kwam) geregeerd door een Heks. Nadat Doortje en haar vrienden twee heksen uitschakelden en de Tovenaar van Oz het Land van Oz verliet met een luchtballon, werd de Blikken Man uitgeroepen tot Keizer van de Wenkelingen in het Land van het Westen, en de Vogelverschrikker werd koning van Oz in de Smaragden Stad. De Leeuw werd gekroond tot koning van alle Beesten. Het Land van het Oosten werd waarschijnlijk geregeerd door een Knibbeling-koning; hij wordt slechts terloops genoemd in het boek Ozma van Oz.
Het Land van Oz wordt omgeven door een dodelijke woestijn en is zo afgesloten van de rest van de wereld. Het Land van Oz wordt verder omgeven door andere sprookjeslanden die voorkomen in de verhalen van L. Frank Baum.

## Kwadranten
- Het Land van het Noorden, ook wel het Land van de Nagelingen genoemd. In dit land wonen de Goede Heks van het Noorden, de feeks Mombi, en Tip.
- Het Land van het Oosten, ook wel het Land van de Knibbelingen genoemd. Doortje komt in dit land terecht wanneer zij met haar huis door een wervelstorm naar het Land van Oz wordt gebracht. Als de storm het huis op de grond zet, landt het bovenop de Boze Heks van het Oosten die tot dan toe het land regeerde. Doortje volgt vanaf hier de weg naar de Smaragden Stad en ontmoet zo haar vrienden de Vogelverschrikker, de Blikken Man en de Laffe Leeuw.
- Het Land van het Westen, ook wel het Land van de Wenkelingen genoemd. De Tovenaar van Oz stuurt Doortje en haar vrienden naar dit land om de Boze Heks van het Westen te doden. De Blikken Man zal het Land van de Wenkelingen gaan regeren als de heks eenmaal verslagen is.
- Het Land van het Zuiden, ook wel het Land van de Kwartelingen genoemd. Hier regeert de Goede Heks van het Zuiden, Glinda. Het is Glinda die Doortje weet te vertellen hoe ze thuis in Kansas kan komen.